# Prometej
Prometej (grško Προμηθευς, Prometheus - 'ki vnaprej misli') je v grški mitologiji eden od Titanov (sin Japeta in Klimene) ene od Okeanid ter Atlantov in Epimetejev brat. Bil je stvaritelj človeškega rodu, človeka je ustvaril iz gline, dušo mu je vdahnila Atena. A ti ljudje niso častili bogov. Za kazen jim je Zevs odvzel svetlobo in toploto. Zato je z Olimpa ukradel ogenj in ga v votlem trsu prinesel ljudem. To je Zevsa zelo ujezilo, zato je nad ljudi  poslal tegobe in nadloge, ki jih večno preganjajo. Prometeja je za kazen priklenil na skalo v Kavkazu, in nadenj poslal orla, ki mu je vsak dan kljuval jetra, ki so mu čez noč spet zrasla.
Prometeja je več stoletij kasneje osvobodil Heraklej, ki je splezal na goro, ubil orla in razbil okove, s katerimi je bil Prometej priklenjen na skalo. Prometej je moral v znak podrejenosti Zevsu večno nositi prstan s kamnom iz kavkaške skale.
Izvor oz. razlaga imena: προμήϑεια (prometheia) = previdnost, opreznost, preudarnost, skrb.
Poleg ognja je Prometej ljudem prinesel še abecedo, številke, umetnost in še mnogo drugih stvari, ki so bile do takrat le v lasti bogov z Olimpa. Naučil jih je tudi oblikovati opeko, obdelovati les, graditi ladje, vozove in sedla, nabirati zdravilna zelišča in mnogo drugih koristnih stvari. O tem je pisal Heziod. Zaradi plemenite nesebičnosti in neustrašnosti pri kljubovanju božji nadoblasti, je postal literarni lik, poln simbolike.
Dokazi o kultu samega Prometeja niso razširjeni. Bil je žarišče verske dejavnosti predvsem v Atenah.
V zahodni klasični tradiciji je Prometej postal osebnost, ki je predstavljala človekovo prizadevanje (zlasti iskanje znanstvenih spoznanj) in tveganje preseganja ali nenamernih posledic. Zlasti so ga v romantični dobi poosebljali osamljeni genij, katerega prizadevanja za izboljšanje človeškega obstoja bi lahko privedla tudi do tragedije: Mary Shelley je na primer dala Moderni Prometej kot podnaslov svojemu romanu Frankenstein (1818).

## Miti in legende
Najstarejši zapis o Prometeju je Heziodov, vendar so zgodbe o kraji ognja prevaranta razširjene po vsem svetu. Nekateri drugi vidiki zgodbe spominjajo na sumerski mit o Enkiju (ali Ea v kasnejši babilonski mitologiji), ki je bil tudi prinašalec civilizacije, ki je človeštvo ščitil pred drugimi bogovi. Da Prometej izvira od vedskega prinašalca ognja Mātariśvana, je bilo predlagano v 19. stoletju, v 20. stoletju je izgubil naklonjenost, vendar ga nekateri še vedno podpirajo.

### Najstarejše legende

#### HeziodovaTeogonijainDela in dnevi

##### Teogonija
Prvi zapis o mitu o Prometeju se je pojavil v poznem 8. stoletju pred našim štetjem v grškega epskega pesnika Hezioda Teogoniji (507–616). V tem poročilu je bil Prometej sin Titana Japeta in Klimene, ene od Okeanid. Bil je brat Menoeciju, Atlantu in Epimeteju. Heziod v Teogoniji predstavi Prometeja kot izzivalca Zevsove vsevednosti in vsemogočnosti.
V triku pri Meconeju (535–544), žrtvenem obroku, ki je označeval »poravnavo računov« med smrtniki in nesmrtniki, je Prometej igral trik proti Zevsu. Pred olimpijcem je dal dve daritvi: izbor govejega mesa, skritega v volovem želodcu (hrana, skrita znotraj neprijetne zunanjosti) in bikove kosti, popolnoma ovite v »bleščečo maščobo« (nekaj neužitnega, skritega v prijetni zunanjosti). Zevs je izbral slednje in ustvaril precedens za prihodnje žrtvovanje (556–557). Odslej bi ljudje to meso obdržali zase in v maščobo zavite kosti zažgali kot daritev bogovom. To je razjezilo Zevsa, ki je ljudem v povračilo skril ogenj. V tej različici mita je bila uporaba ognja že znana ljudem, vendar jo je Zevs umaknil.
Prometej je Zevsu ukradel ogenj v velikanskem steblu koromača (Ferula communis) in ga podaril človeštvu (565–566 6). To je še bolj razjezilo Zevsa, ki je poslal prvo žensko, ki je živela s človeštvom (Pandora, ni izrecno omenjena). Ženo, sramežljivo devico, je Hefajst oblikoval iz gline, Atena jo je pomagala pravilno okrasiti (571–574). Heziod piše: »Od nje je smrtonosna rasa in pleme žensk, ki živijo med smrtnimi moškimi v svojih velikih težavah, nobena pomoč ni v sovražna revščini, ampak le v bogastvu« (590–594). Za svoje zločine Prometeja kaznuje Zevs, ki ga je priklenil z verigami in poslal orla, da je vsak dan jedel Prometejeva nesmrtna jetra, ki so nato vsako noč zrasla. Leta pozneje je grški junak Heraklej z Zevsovim dovoljenjem ubil orla in osvobodil Prometeja te muke (521–529).

##### Dela in dnevi
Heziod v Delih in dnevih (42–105) ponovno pregleda zgodbo o Prometeju in kraji ognja. V njej pesnik razširja Zevsovo reakcijo na Prometejevo prevaro. Zevs ne zadržuje le ognja človeštva, temveč tudi 'življenjska sredstva' (42). Če Prometej ne bi izzval Zevsove jeze, »bi v enem dnevu zlahka opravili dovolj dela, da bi vas oskrbeli celo leto, tudi če ne bi delali; kmalu bi odložili krmilo nad dimom in polja, ki jih obdelujejo vol in močna mula, bi tekla v odpadke«.(44–47).
Hesiod dodaja tudi več informacij v Teogoniji o zgodbi o prvi ženski, deklici, ki jo je Hefajst ustvaril iz gline in vode, zdaj pa jo izrecno imenuje Pandora ('vsa darila') (82). Zevs v tem primeru dobi pomoč Atene, Afrodite, Hermesa, Harite in Hore (59–76). Ko Prometej ukrade ogenj, Zevs v povračilo pošlje Pandoro. Kljub Prometejevemu opozorilu Epimetej sprejme ta »dar« bogov. Pandora je s seboj nosila kozarec, iz katerega so se sproščali hrepenenje, žalost, kuga in bolezni. Pandora prepozno zapre pokrov kozarca, da zajame vse hudobne stiske, ki so pobegnile, toda Upanje ostane ujeto v kozarcu, ker Zevs prisili Pandoro da ga zapre, preden Upanje lahko uide (96–99)

### Atenska tradicija
Glavna dva avtorja, ki sta vplivala na razvoj mitov in legend, ki obkrožajo Titana Prometeja v času sokratske dobe v Atenah, sta bila Ajshil in Platon. Moža sta pisala v izrazito izraznih oblikah, ki so se za Ajshila osredotočale na njegovo obvladovanje literarne oblike grške tragedije, za Platona pa na filozofsko izražanje njegove misli v obliki različnih dialogov, ki jih je napisal ali posnel v življenju.

#### Ajshil in starodavna literarna tradicija
Vklenjenega Prometeja, ki je morda najbolj znana obravnava mita med grškimi tragedijami, tradicionalno pripisujejo grškemu tragiku Ajshilu iz 5. stoletja pred našim štetjem. V središču drame so rezultati Prometejeve kraje ognja in njegove trenutne Zevsove kazni. Odvisnost dramatika od heziodičnega izvornega gradiva je jasna, čeprav Vklenjeni Prometej vključuje tudi številne spremembe prejete tradicije. Predlagal je M. L. West, da bi te spremembe lahko izhajale iz zdaj izgubljene epske Titanomahije.

## Prometejev mit v kulturi
V književnosti
- Ajshil mu je posvetil tetralogijo, od katere se je ohranil del Vklenjeni Prometej. V drami se kaže odpor do tiranije, katere predstavnik je Zevs, ki ljudi zatira in jih muči.
- Za zgodnje krščanske pisce je bila Prometejeva pokora ena od prapodob Kristusovih muk.
- Prometej - Johann Wolfgang von Goethe, pesnitev poudarja junakovo usmiljenje ob trpljenju človeškega rodu;
- Prometej - Lord Byron, pesnitev; Bayron v njem vidi borca za svobodo;
- Prometheus - Thomas Kibble Hervey, 1832, pesnitev
- France Prešeren je motiv trpečega Prometeja opisal v pesmi Pevcu.
- Slabo vklenjeni Prometej - André Gide - motiv ko Prometej mazohistično uživa v trpljenju.

V glasbi
- Prometej: Poem ognja - Aleksander Skrjabin, 1910, (simfonična pesnitev)
- Prometej - Carl Orff, opera
- Prometej - Franz Liszt, simfonična pesnitev št. 5
- Prometej - Luigi Nono, suita »Prometeo« (1992)
- Prometej - Ludwig van Beethoven, Die Geschöpfe des Prometheus, op. 43

V slikarstvu
- Prometej priklenjen z Vulkanom - slika Dircka van Baburena, oljna slika iz leta 1623, primer baročnega Chiaroscúro
- Vklenjeni Prometej (Rubens) - oljna slika Petra Paula Rubensa